# Бранденбург на Хафелу
Бранденбург на Хафелу (глсрп. Branibor) град је у немачкој савезној држави Бранденбург. Налази се на реци Хафел. Овај град је био центар око кога се развила држава Бранденбург (касније Пруска). Данас је овај историјски град у сенци много већег Берлина. Према процјени из 2010. у граду је живело 72.516 становника. Поседује регионалну шифру (AGS) 12051000.

## Географски и демографски подаци
Град се налази на надморској висини од 32 метра. Површина града износи 228,8 km².

## Становништво
У самом граду је, према процјени из 2010. године, живјело 72.516 становника. Просечна густина становништва износи 317 становника/km².

## Међународна сарадња
| Мјесто       | Држава    | Врста сарадње | Од    |
| ------------ | --------- | ------------- | ----- |
| Магнитогорск | Русија    | партнерство   | 1989. |
| Иври сир Сен | Француска | партнерство   | 1963. |
| Извор        |           |               |       |